# Dubai Pearl
Dubai Pearl là một cao ốc 73 tầng, cao 300 m, là cao ốc dân cư cao tầng đang được xây dựng dọc theo đường Al Sufouh ở Dubai, Các Tiểu vương quốc Ả Rập thống nhất. Nó sẽ bao gồm bốn tháp đa sử dụng kết nối với nhau bởi một cây cầu.
Việc xây dựng đã được bắt đầu từ năm 2006.
Kết cấu thiết kế được thực hiện bởi công ty kỹ thuật e-Construct có trụ sở tại Dubai. Việc xây dựng đã được bắt đầu vào năm 2009 và dự án sẽ có giá 4 tỷ đô la (AED 14.6 tỷ). Sau khi hoàn thành, Dubai Pearl sẽ cung cấp chỗ ở cho 9.000 cư dân và khu vực thương mại của nó sẽ có sức chứa 12.000 người.